# Julie Carmen
Pour les articles homonymes, voir Carmen.
Julie Carmen, née le 4 avril 1954 à Millburn, dans le New Jersey, aux (États-Unis), est une actrice et danseuse américaine.

## Biographie

### Débuts
Julie Carmen est née le 4 avril 1954 à Millburn, dans le New Jersey, aux (États-Unis).

### Carrière
D'ascendance espagnole et cubaine, Julie Carmen est d'abord danseuse, avant d'être remarquée en tenant un rôle dans le film Gloria, réalisé par John  Cassavetes. Elle mène ensuite une carrière au cinéma et à la télévision, tournant entre autres sous la direction de Robert Redford (Milagro) ou John Carpenter (L'Antre de la folie). Elle travaille plus tard également comme psychothérapeute.

## Filmographie
- 1980 : Lou Grant (série télévisée) : Teresa Davis
- 1980 : Fort Bronx (Night of the Juggler) de Robert Butler : Maria
- 1980 : Gloria : Jeri Dawn
- 1981 : Three Hundred Miles for Stephanie (TV) : Rose Sanchez
- 1981 : L'Homme à l'orchidée (Nero Wolfe) (série télévisée) : Lydia Proctor
- 1981 : Des filles canon (She's in the Army Now) (TV) : Pvt. Yvette Rios
- 1981 : Fire on the Mountain, téléfilm de Donald Wrye : Cruza Peralta
- 1982 : Cassie & Co. (série télévisée) : Sheila
- 1982 : La Loi selon McClain (McClain's Law) (série télévisée)
- 1982 : Cagney et Lacey (série télévisée) : Carmen
- 1982 : Comeback : Tina
- 1982 : Der Mann auf der Mauer : Viktoria
- 1983 : Last Plane Out : Maria Cardena
- 1983 : Les Enquêtes de Remington Steele (Remington Steele) (série télévisée) : Gina Barber
- 1983 : Condo (série télévisée) : Linda Rodriguez
- 1984 : Hooker (T.J. Hooker) (série télévisée) : Julia Mendez
- 1984 : Jessie (série télévisée)
- 1984 : Madame est servie (Who's the Boss?) (série télévisée) : Teresa
- 1984 : Matt Houston (série télévisée) : Fran
- 1984 : Les Routes du paradis (Highway to Heaven) (série télévisée) : Elena Simms
- 1985 : Supercopter (Airwolf) (série télévisée) : Teresa Guzman
- 1985 : Fame (série télévisée) : Diane Petit
- 1985 : La Cinquième Dimension (The Twilight Zone) (série télévisée) : Mary Ellen Bradshaw (segment Wish Bank)
- 1985 : Hôtel (Hotel) (série télévisée) : Teresa Cruz
- 1985 : Falcon Crest (feuilleton TV) : Sofia Stavros
- 1986 : Blue City : Debbie Torres
- 1988 : Milagro (The Milagro Beanfield War) : Nancy Mondragon
- 1988 : La Belle et la Bête (Beauty and the Beast) (série télévisée) : Luz Corrales
- 1988 : The Penitent : Corina
- 1988 : Lovers, Partners & Spies : Madonna
- 1988 : Vampire... vous avez dit vampire ? II (Fright Night Part 2) : Regine Dandridge
- 1988 : Police Story: Burnout (TV) : Kathy
- 1989 : The Neon Empire (TV) : Miranda
- 1989 : The Last Plane from Coramaya (vidéo)
- 1989 : Un intrus dans la ville (Paint It Black) : Gina Bayworth
- 1989 : Gideon Oliver (série télévisée) : Carlotta Guzman
- 1989 : Billy the Kid (TV) : Celsa
- 1989 : Manhunt: Search for the Night Stalker (TV) : Pearl Carrillo
- 1990 : Dream On (série télévisée) : Nina Ferrara
- 1991 : Kiss Me a Killer de Marcus DeLeon : Teresa
- 1991 : Finding the Way Home (TV) : Elena
- 1991 : Cold Heaven : Anna Corvin
- 1992 : Le Cartel Medellin: guerre à la drogue (Drug Wars: The Cocaine Cartel) (TV) : Judge Sonia Perez-Vega
- 1993 : Curacao (TV) : Julia
- 1994 : Seduced by Evil (TV) : Rayna
- 1995 : L'Antre de la folie (In the Mouth of Madness) : Linda Styles
- 1995 : The Omen (TV) : Rita
- 1995 : Diagnostic : Meurtre (Diagnosis Murder) (série télévisée) : Moriah Thomas
- 1995 : Urgences (ER) (série télévisée) : Mrs. Lafferty
- 1996 : África : Isabel
- 1997 : Sœurs de cœur (True Women) (TV) : Cherokee Lawshe
- 1998 : La Créature des profondeurs (Gargantua) (TV) : Dr. Alyson Hart
- 1999 : New York Police Blues (NYPD Blue) (série télévisée) : Nydia
- 1999 : Les Anges du bonheur (Touched by an Angel) (série télévisée) : Elisa
- 2000 : City of Angels (série télévisée) : Nurse Vanessa Medina
- 2000 : The Expendables (TV) : Jackie
- 2000 : King of the Jungle (en) de Seth Zvi Rosenfeld : Mona
- 2004 : Killer Snake : Veronica
- 2005 : Angels with Angles : Graciella
- 2007 : Illegal Tender : Nilsa
- 2007 : The Butcher : Rose
- 2008 : Shine On : Angela